# Дешлер (Небраска)
Дешлер (енгл. Deshler) град је у америчкој савезној држави Небраска.

## Демографија
По попису из 2010. године број становника је 747, што је 132 (-15,0%) становника мање него 2000. године.
| Група             | 2000.       | 2010.       |
| Белци             | 849 (96,6%) | 738 (98,8%) |
| Афроамериканци    | 0 (0,0%)    | 0 (0,0%)    |
| Азијати           | 2 (0,2%)    | 0 (0,0%)    |
| Хиспаноамериканци | 15 (1,7%)   | 4 (0,5%)    |
| Укупно            | 879         | 747         |